# Tring
Tring är en stad och en civil parish i Dacorum, Hertfordshire, England. Orten har 12 027 invånare.